# Buddleja bhutanica
Buddleja bhutanica là một loài thực vật có hoa trong họ Huyền sâm. Loài này được T.Yamaz. mô tả khoa học đầu tiên năm 1971.